# Simone Inzaghi
Simone Inzaghi (Piacenza, Província de Piacenza, Itàlia, 5 d'abril de 1976) és un exfutbolista italià, que jugava com a davanter. Posteriorment, fa d'entrenador de futbol, actualment de l'Al-Hilal Saudi FC Al-Riyad. És germà menor de Filippo Inzaghi, també exfutbolista i entrenador.

## Trajectòria com a jugador

### Piacenza i inicis com a futbolista
El 1993 va començar la seva carrera professional al Piacenza Calcio el club de la seva ciutat, on a més es va formar, encara que mai va arribar a debutar-hi oficialment. Des de la temporada 94-95 és cedit als següents clubs: Carpi, Novara Calcio, A.C. Lumezzane i Brescello, en el primer d'aquests fa el seu debut oficial. Després, va tornar a Piacenza Calcio el 1998 on finalment va poder debutar, marcant 15 gols en 30 partits en la temporada 1998-99, la qual cosa el portaria a un any després a la Società Sportiva Lazio.

### SS Lazio
Per la temporada 1999-2000 arriba a un acord amb la Lazio, club del qual era seguidor des de petit. Va pertànyer durant 11 temporades al club, tot i que fou cedit en dues ocasions a la Sampdoria i l'Atalanta.
El 22 de maig de 2010 anuncia la terminació del seu contracte amb la Lazio, amb un any d'antelació, però roman a la regió de Lazio, aquesta vegada com a entrenador dels estudiants de la regió.
Amb 20 gols és el màxim golejador en competicions internacionals oficials de la Lazio, i també és l'onzè golejador de la Lazio de tots els temps, amb un total de 55 gols en competicions oficials.

### Internacional
Ha estat internacional amb Itàlia en 3 ocasions. El seu debut va ser el 29 de març de 2000 en un partit contra Espanya, aquell mateix any va jugar contra Anglaterra. Seria convocat en el 2003 per jugar també en la victòria 1-0 de la seva selecció contra Romania.

## Palmarès
Font:

### Com a jugador
Novara FC
- 1 Serie C2: 1995-96

FC Lumezzane
- 1 Serie C2: 1996-97

SS Lazio
- 1 Supercopa d'Europa: 1999
- 1 Serie A: 1999-2000
- 3 Copes italianes: 1999-2000, 2003-04, 2008-09
- 1 Supercopa italiana: 2000

### Com a entrenador
SS Lazio
- 1 Copa italiana: 2018-19
- 2 Supercopes italianes: 2017, 2019

FC Inter de Milà
- 1 Serie A: 2023-24
- 2 Copes italianes: 2021-22, 2022-23
- 3 Supercopes italianes: 2021, 2022, 2023